# تراستیکووو (استان بورگاس)
تراستیکووو (به بلغاری: Trastikovo) یک منطقهٔ مسکونی در بلغارستان است که در کامنو واقع شده‌است.